# ТИМ-001
ТИМ-001 — югославский персональный микрокомпьютер, разработанный в институте Михаила Пупина в Белграде в 1983—1984 годах. Серия микрокомпьютеров ТИМ создана после выпуска серии ЦЕР и системы ХРС-100. Авторы проекта — доктор Драголюб Миличевич и доктор Душан Старчевич. ТИМ-001 был узкоспециализированным компьютером, но использовал примерно то же программное обеспечение, что и последующая модель ТИМ-100, а также был совместим с модемами типа Ниш ПП-2400 М.